# Viviennea moma
Viviennea moma là một loài bướm đêm thuộc phân họ Arctiinae, họ Erebidae.